# Votre femme vous trompe
Pour plus de détails, voir Fiche technique et Distribution.
Votre femme vous trompe (ou Rigadin, votre femme vous trompe) est un film muet français réalisé par Georges Monca, sorti en 1911.

## Fiche technique
- Titre : Votre femme vous trompe
- Titre alternatif : Rigadin, votre femme vous trompe
- Réalisation : Georges Monca
- Scénario : Charles Esquier
- Photographie :
- Montage :
- Société de production : Société cinématographique des auteurs et gens de lettres (S.C.A.G.L)
- Société de distribution : Pathé Frères
- Pays d'origine :  France
- Langue : français
- Métrage : 175 mètres
- Format : Noir et blanc — 35 mm — 1,33:1 — Muet
- Genre :  Comédie
- Durée : 6 minutes
- Dates de sortie : 
  -  France : 23 juin 1911

## Distribution
- Charles Prince : Rigadin
- Madeleine Guitty
- Germaine Reuver
- Gaston Prika
- Émile André
- Régina Sandri
- Gabrielle Lange
- Édouard Delmy
- Auguste Darville
- Herman Grégoire
- André Barally
- Paul Calvin
- Lucy Blémont
- Gaston Benoît
- Lecomte
- Hessel
- Bernard
- Lansay
- Minet